# تایمز
تایمز (به انگلیسی: The Times) یک روزنامهٔ سراسری در بریتانیا است که از ۱ ژانویه ۱۷۸۵ میلادی در لندن توسط جان والتر شروع به نشر کرد. نام این روزنامه در سال ۱۷۸۸ از دیلی یونیورسال رجیستر (Daily Universal Register) به تایمز تغییر کرد. تایمز و ساندی تایمز هر دو از نشریات نیوز اینترنشنال (News International) یا شاخه بریتانیایی نوز کورپوریشن هستند که از سال ۱۹۸۱ میلادی در مالکیت روپرت مرداک، سرمایه‌دار آمریکایی-استرالیایی قرار دارد. با وجود آن که تایمز و ساندی تایمز هر دو در مالکیت یک شرکت هستند ولی کادر سردبیری و خبرنگاران آن‌ها متفاوت است.
تایمز اولین روزنامه ای بود که این نام را یدک می‌کشید و الهام بخش بسیاری از روزنامه‌های دیگر در سراسر جهان شد، مانند تایمز هند و نیویورک تایمز. در کشورهایی که عنوان تایمز همچنان پرطرفدار هستند، اغلب به عنوان لندن تایمز یا تایمز لندن شناخته می‌شود، اگرچه این روزنامه دارای دامنه و توزیع ملی است، اما در بریتانیا رکورددار محسوب می‌شود.
روزنامه تایمز در مارس ۲۰۲۰ به‌طور متوسط شمارگان روزانه ۳۶۵۸۸۰ نسخه داشت. در همین دوره، ساندی تایمز میانگین شمارگان هفتگی‌اش ۶۴۷۶۲۲ نسخه بود. این دو روزنامه همچنین تا ژوئن ۲۰۱۹ دارای ۳۰۴۰۰۰ مشترک پولی دیجیتالی بودند. نسخه آمریکایی تایمز از ۶ ژوئن ۲۰۰۶ منتشر شده است. فایل تاریخی کامل مقاله  تایمز دیجیتالی‌سازی شده، تا سال ۲۰۱۹، به صورت آنلاین از گروه گیل در دسترس قرار داشت.

## نگارخانه

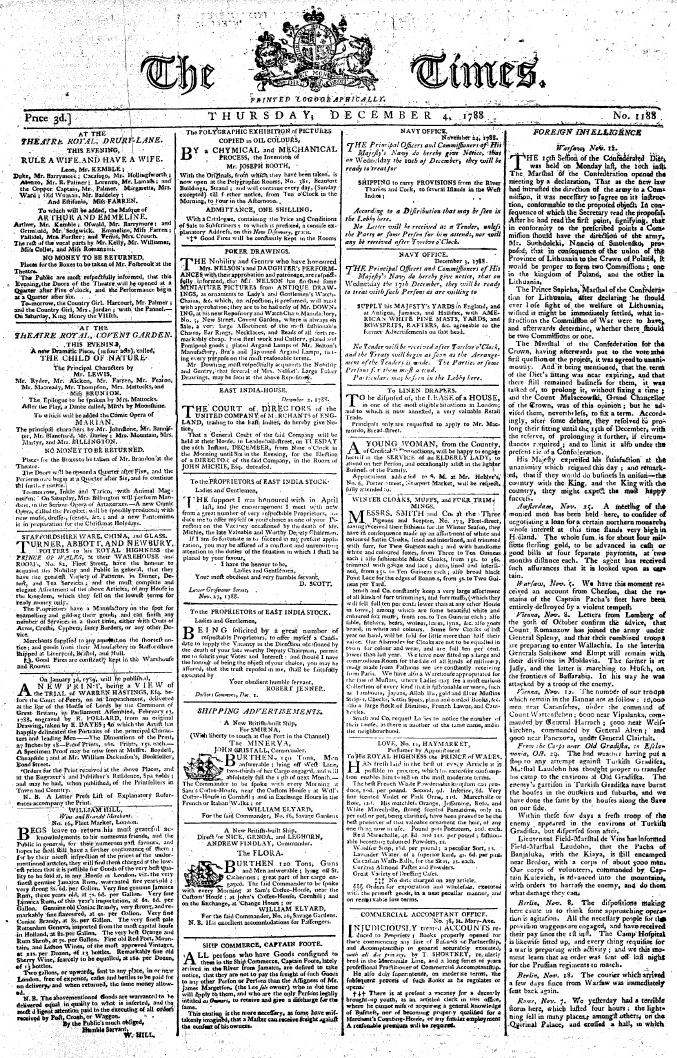
جلد روزنامه تایمز در ۱۷۸۸